# 호르헤 바트예 이바녜스
호르헤 루이스 바트예 이바녜스(스페인어: Jorge Luis Batlle Ibáñez, 스페인어 발음: [ˈxoɾxe ˈlwis ˈbaʝe iˈβaɲes], 1927년 10월 25일 ~ 2016년 10월 24일)는 우루과이의 제38대 대통령이다.

## 일생
아버지 루이스 바트예 베레스도 대통령을 맡았고, 그의 삼촌이었던 호세 바트예 이 오르도녜스도 대통령을 맡았기 때문에, 그는 정치계 가문에서 태어났다. 1956년, 공화국 대학교에서 법학 및 사회학, 과학 학위를 받게 된다. 이후 라디오 프로그램인 아리엘이나 신문사인 악시온에서 활동하고 있었다. 또한 당시 콜로라도당의 이사회를 맡고 있었다.

## 정책
대통령이 된 처음에는 밀수와 뇌물 방지를 목적으로 마약 합법화를 제안했으나, 국제 언론과 미국 정부의 비난으로 승인되지 못했다.
취임 연설 당시 지출을 억제한다는 일을 약속해, 마크로 경제의 밸런스를 조정하는 등 경제가 안정되도록 노력하였다. 또 메르코수르를 강력하게 지지하였으며 지역 통합은 "세계 경제와 싸우기 위해 중요하다"라고 자리 매김을 했다. 미주 자유 무역 협회의 창설에도 적극적이었다.
재임 중 구제역이 발생하자, 농업이 주요 산업이었던 우루과이에서는 매우 심각한 문제였다. 때문에 당시 우루과이산 쇠고기의 안전성 등이 문제해결의 중요한 과제로 떠올랐다. 이 문제는 임기가 끝나갈 무렵에 간신히 사라졌다.
보호무역이나 그 어떠한 종류의 보조금·조성금에 대해서 반대를 표명하기도 했다.
| 전임 호르헤 바트예 이바녜스 | 우루과이의 대통령 2000년 3월 1일 ~ 2005년 3월 1일 | 후임 타바레 바스케스 |